# 박문수묘
박문수묘(朴文秀墓)는 대한민국 충청남도 천안시 동남구 북면에 있는 조선시대 기은(耆隱) 박문수(1691∼1756)의 묘소이다. 1984년 5월 17일 충청남도의 문화재자료 제261호로 지정되었다.

## 개요
조선 후기의 문신이며 암행어사로 유명했던 기은(耆隱) 박문수(1691∼1756)의 묘소이다.
경종 3년(1723) 문과에 급제하여 여러 벼슬을 지냈으며, 영조 4년(1728) 이인좌의 난이 일어나자 오명항의 종사관으로 출전하여 난을 평정한 공으로 영성군에 봉해졌다. 영조 5년(1729) 영남절도사로 있을 때 함경도지방에 수재가 있을 것을 미리 예상하고 영남 제민창에 있던 조 3천석을 보내어 10여 고을의 수재민을 구하였으므로 후에 함흥 만세교 옆에 북민비라는 송덕비가 세워졌다.
왕명을 받고 여러 번 어사로 나가 탐관오리를 숙청하고 어려운 백성들의 구제에 힘썼으며, 1741년 어영대장이 되어 국토방위에 심혈을 기울였다. 영조 25년(1749) 호조판서로 있을 때 다른 신하들과 함께『탁지정례』를 출판하여 국가경비를 절감하였으며, 죽은 뒤에는 벼슬이 영의정으로 높여졌다.
묘는 천안시 광덕면 은덕산 정상부에 있으며, 묘의 앞에는 상석·묘비·망주석·무인석 등이 있다. 묘소에서 약 1km 떨어진 곳에 재실(齋室)이 있으며, 재실 내에는 영정 2폭이 보관되어 있다.

## 같이 보기
- 박문수

## 참고 자료
- 박문수묘 - 국가유산청 국가유산포털